# 南ジャカルタ市

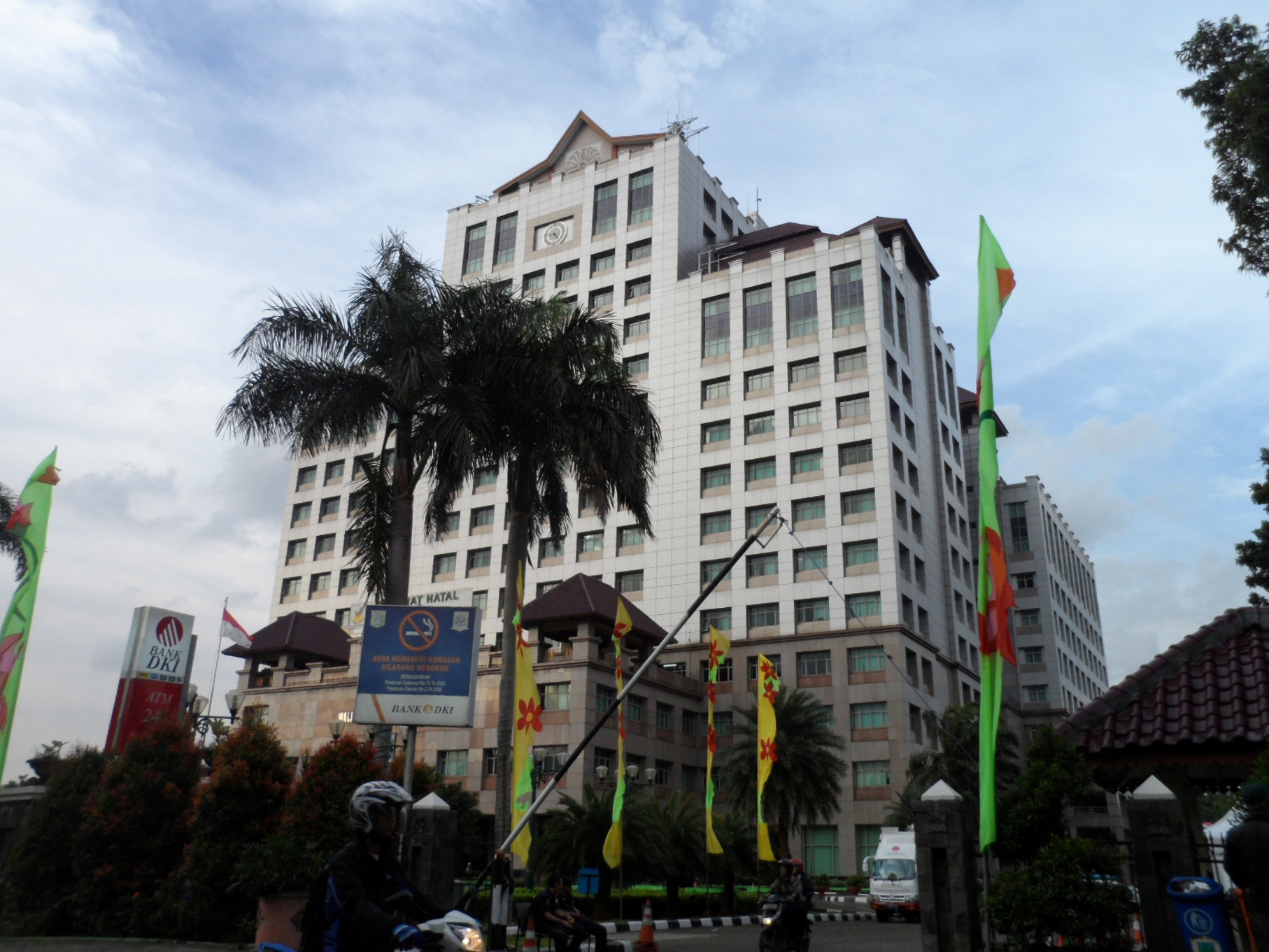
南ジャカルタ市役所

南ジャカルタ市 (South Jakarta, インドネシア語: Jakarta Selatan) は、インドネシア、ジャカルタ首都特別州にある市。2010年時点の人口は2,057,080人で、ジャカルタの5つの行政市のなかでは、東ジャカルタ市、北ジャカルタ市に次いで3番目に多い。市役所はクバヨラン・バルにある。
南ジャカルタ市は、北を中央ジャカルタ市、東を東ジャカルタ市、南をデポック、北西を西ジャカルタ市、西をタンゲランに接する。

## 行政区
南ジャカルタ市は、10の区に分けられる。
- クバヨラン・バル（英語版）
- クバヨラン・ラマ（英語版）
- プラングラハム（英語版）
- チランダック（英語版）
- パサル・ミング（英語版）
- ジャガカルサ（英語版）
- マンパン・プラパタン（英語版）
- パンコラン（英語版）
- テベト（英語版）
- セティアブディ（英語版）

## 教育
- バクリ大学
- SMA Negeri 8 Jakarta